# Nuoto ai VI Giochi panamericani
Il nuoto ai Giochi panamericani 1971 ha visto lo svolgimento di 29 gare, 15 maschili e 14 femminili.

## Medagliere
| #      | Nazione     | Oro | Argento | Bronzo | Totale |
| ------ | ----------- | --- | ------- | ------ | ------ |
| 1      | Stati Uniti | 22  | 18      | 7      | 47     |
| 2      | Canada      | 6   | 8       | 10     | 24     |
| 3      | Ecuador     | 1   | 0       | 0      | 1      |
| 4      | Messico     | 0   | 2       | 5      | 7      |
| 5      | Brasile     | 0   | 1       | 6      | 7      |
| 6      | Colombia    | 0   | 0       | 1      | 1      |
| Totale | Totale      | 29  | 29      | 29     | 87     |

## Podi

### Uomini
| Evento               | Oro                     | Prest.   | Argento            | Prest.   | Bronzo                            | Prest.   |
| Stile libero         |                         |          |                    |          |                                   |          |
| 100 m                | Frank Heckl             | 52”80    | José Aranha        | 53”74    | Bob Kasting                       | 53”76    |
| 200 m                | Frank Heckl             | 1'56”36  | James McConica     | 1'58”18  | Ralph Hutton                      | 1'59”89  |
| 400 m                | James McConica          | 4'08”97  | Steven Genter      | 4'13”05  | Ralph Hutton                      | 4'15”75  |
| 1500 m               | Pat Miles               | 16'32”03 | Tom McBreen        | 16'32”99 | Guillermo García                  | 16'45”56 |
| Dorso                |                         |          |                    |          |                                   |          |
| 100 m                | Mel Nash                | 59”84    | John Murphy        | 1'00”84  | Bill Kennedy                      | 1'01”35  |
| 200 m                | Charlie Campbell        | 2'07”09  | Tim McKee          | 2'07”87  | John Hawes                        | 2'14”72  |
| Rana                 |                         |          |                    |          |                                   |          |
| 100 m                | Mark Chatfield          | 1'06”75  | Brian Job          | 1'07”93  | José Sylvio Fiolo                 | 1'07”94  |
| 200 m                | Rick Colella            | 2'27”12  | Felipe Muñoz       | 2'27”22  | Brian Job                         | 2'28”11  |
| Farfalla             |                         |          |                    |          |                                   |          |
| 100 m                | Frank Heckl             |          | Jerry Heidenrich   |          | Byron MacDonald                   |          |
| 200 m                | Jorge Delgado           |          | Robb Orr           |          | Augusto González                  |          |
| Misti                |                         |          |                    |          |                                   |          |
| 200 m                | Steve Furniss           |          | Frank Heckl        |          | Felipe Muñoz                      |          |
| 400 m                | Steve Furniss           |          | Ricardo Marmolejo  |          | Rick Colella                      |          |
| Staffette            |                         |          |                    |          |                                   |          |
| 4x100 m stile libero | Stati Uniti --- --- --- | 3'32”15  | Canada --- --- --- | 3'38”15  | Brasile --- ---                   | 3'42”48  |
| 4x200 m stile libero | Stati Uniti --- ---     | 7'45”82  | Canada --- ---     | 8'04”76  | Brasile --- ---                   | 8'08”42  |
| 4x100 m misti        | Stati Uniti --- --- --- | 3'56”08  | Canada --- ---     | 4'00”53  | Brasile José Sylvio Fiolo --- --- | 4'06”64  |

### Donne
| Evento               | Oro                 | Prest. | Argento             | Prest. | Bronzo               | Prest. |
| Stile libero         |                     |        |                     |        |                      |        |
| 100 m                | Sandy Neilson       |        | Angela Coughlan     |        | Karen James          |        |
| 200 m                | Kim Peyton          |        | Angela Coughlan     |        | Olga de Ángulo       |        |
| 400 m                | Ann Simmons         |        | Jill Strong         |        | Angela Coughlan      |        |
| 800 m                | Cathy Calhoun       |        | Cynthia Enze        |        | María Teresa Ramírez |        |
| Dorso                |                     |        |                     |        |                      |        |
| 100 m                | Donna-Marie Gurr    |        | Susie Atwood        |        | Jill Hlay            |        |
| 200 m                | Donna-Marie Gurr    |        | Susie Atwood        |        | Barbara Darby        |        |
| Rana                 |                     |        |                     |        |                      |        |
| 100 m                | Sylvia Dockerill    |        | Linda Kurtz         |        | Lynn Colella         |        |
| 200 m                | Lynn Colella        |        | Jane Wright         |        | Leonor Urueta        |        |
| Farfalla             |                     |        |                     |        |                      |        |
| 100 m                | Deana Deardurff     |        | Leslie Cliff        |        | Lucy Burle           |        |
| 200 m                | Lynn Colella        |        | Alice Jones         |        | Susan Smith          |        |
| Misti                |                     |        |                     |        |                      |        |
| 200 m                | Leslie Cliff        |        | Susie Atwood        |        | Cindy Plaisted       |        |
| 400 m                | Leslie Cliff        |        | Cindy Plaisted      |        | Susie Atwood         |        |
| Staffette            |                     |        |                     |        |                      |        |
| 4x100 m stile libero | Stati Uniti --- --- |        | Canada --- --- ---  |        | Brasile --- ---      |        |
| 4x100 m misti        | Canada --- ---      |        | Stati Uniti --- --- |        | Messico --- --- ---  |        |